# Климов, Анатолий Андреевич
Анато́лий Андре́евич Кли́мов (15.02.1921 — 24.03.1998) — советский конструктор стрелкового оружия.

## Биография
Родился в г. Ковров Владимирской губернии. 
В 1938 — 1942 годах учился в Ивановском текстильном институте. 
После начала Великой Отечественной войны — в эвакуации в Ижевске, там прошёл переподготовку на инженера-оружейника в МВТУ им. Баумана.
С декабря 1942 года работал на заводе № 622 (позже назывался Ижевский механический завод) технологом по производству противотанковых ружей, с 1945 года в отделе главного конструктора.
В 1944 году вместе с Н. П. Прошутиным разработал пневматический пистолет СПП (спортивный пневматический пистолет) и пневматическую винтовку ПСР (пневматическое спортивное ружьё). ПСР впоследствии была модернизирована в пневматическую винтовку ИЖ-38.
В 1947—1948 годах вместе с А. И. Лобановым сконструировал самозарядный пистолет (пистолет Климова-Лобанова).
В 1960—1981 годах начальник КБ по разработке двуствольных ружей. Конструктор классических моделей ИЖ-54, ИЖ-56 «Белка», ИЖ-59 «Спутник», ИЖ-12, ИЖ-27.
С 1981 года на пенсии.

## Авторские свидетельства, патенты и изобретения
- А. А. Климов (государственный союзный ордена Ленина Ижевский механический завод). Эжекторный механизм к спортивно-охотничьим ружьям. Авторское свидетельство СССР № 218013
- А. А. Климов, Н. В. Репин, Г. Я. Протопопов (Ижевский механический завод). Эжекторный механизм к спортивно-охотничьим ружьям. Авторское свидетельство СССР № 268942

## Награды
- Орден «Знак Почёта»
- медали

## Публикации
- инженер А. Климов. Третья модель "Белки" // журнал «Охота и охотничье хозяйство», № 9, сентябрь 1958. стр.36-37
- А. Климов. Ружьё "Спутник" // журнал «Охота и охотничье хозяйство», № 6, июнь 1961. стр.35-36